# Cephalissa
Cephalissa is een geslacht van vlinders van de familie spanners (Geometridae), uit de onderfamilie Larentiinae.

## Soorten
- C. mirificaria Lederer, 1862
- C. siria Meyrick, 1884